# Vũ Ngọc Hải (Nam Định)
Vũ Ngọc Hải (1940–2013) là một kỹ sư mỏ địa chất và nhà quản lý giáo dục Việt Nam, từng giữ chức Thứ trưởng Bộ Giáo dục và Đào tạo Việt Nam.

## Thân thế
Giáo sư Vũ Ngọc Hải sinh ngày 26 tháng 1 năm 1940 tại đường Hàng Tiện, thành phố Nam Định, tỉnh Nam Định. Cha ông là Vũ Văn Liêm, làm giáo viên Tiểu học.

## Cuộc đời
Năm 1946, Toàn quốc kháng chiến bùng nổ, ông theo cha di tản vào Thanh Hóa. Ban đầu, ông học Tiểu học ở trường Sư phạm thực hành, nơi ông Liêm công tác, sau đó lần lượt học chương trình phổ thông ở trường Nguyễn Thượng Hiền, trường Cù Chính Lan rồi trường Liên khu III. Năm 1958, ông tốt nghiệp và học tiếng Nga một năm.
Năm 1960, ông đi du học Liên Xô, được đào tạo ở trường Trường Thăm dò Địa chất Moskva (МГРИ). Năm 1969, ông bảo vệ thành công luận án Phó tiến sĩ rồi về nước tham gia giảng dạy ở Bộ môn Khoáng sản và Khoa Địa chất thuộc Trường Đại học Mỏ – Địa chất. Năm 1979, ông trở lại Liên Xô bảo vệ luận án Tiến sĩ khoa học. Từ năm 1969 đến 1988, ông lần lượt làm Phó chủ nhiệm Bộ môn rồi Chủ nhiệm Bộ môn Khoáng sản, Chủ nhiệm khoa Địa chất, Bí thư Đảng ủy bộ phận khoa Địa chất, Ủy viên Thường vụ Đảng bộ Trường Đại học Mỏ – Địa chất.
Năm 1988, ông được bổ nhiệm làm Vụ trưởng Vụ Đào tạo bồi dưỡng Sau đại học thuộc Bộ Đại học và Trung học chuyên nghiệp. Năm 1991, ông được phong hàm Giáo sư ngành Địa chất. Năm 1992, ông được bổ nhiệm làm Vụ trưởng Vụ Tổ chức và cán bộ thuộc Bộ Giáo dục và Đào tạo.
Năm 1993, ông được bổ nhiệm làm Thứ trưởng Bộ Giáo dục và Đào tạo, Phó Chủ tịch Ủy ban Quốc gia UNESCO Việt Nam. Trên cương vị Thứ trưởng, ông đã có nhiều quyết định thành lập các trường Đại học công lập và dân lập mới, tích cực mở rộng các chương trình liên kết nước ngoài ở trình độ Đại học.
Năm 1995, ông đã gửi công văn lên Văn phòng Chính phủ chính thức xin phép hợp tác đào tạo với Đại học Quốc tế Đài Bắc của Vương An Dương, thực chất là một "ngôi trường ma". Dù Chính phủ chưa đồng ý, nhưng Bộ Giáo dục và Đào tạo vẫn quyết định thành lập trường Đại học Quốc tế Châu Á (liên kết giữa trường Đại học Ngoại ngữ với Đại học Quốc tế Đài Bắc). Năm 2001, vụ việc bị phát hiện, ông phải thôi mọi chức vụ đang nắm và đến ngày 2 tháng 10 năm 2002 thì bị Thủ tướng Phan Văn Khải ký Quyết định số 879/QĐ-TTg kỷ luật cách chức.
Năm 2007, ông nghỉ hưu. Những năm cuối đời, ông vẫn tiếp tục đưa ra nhiều giải pháp nhằm đổi mới căn bản quản lý giáo dục và chuẩn hóa đội ngũ nhà giáo, cán bộ quản lý giáo dục, hướng đến việc phát triển nền giáo dục Việt Nam. Ông mất ngày 12 tháng 1 năm 2013, thọ 73 tuổi.

## Quan điểm
- Đổi mới căn bản giáo dục toàn diện ở nước ta sau 25 năm đổi mới không những là yêu cầu khách quan mà còn là nhiệm vụ mang tính sống còn của ngành giáo dục. Đổi mới căn bản và toàn diện nền giáo dục là cánh cửa để dân tộc ta sáng tạo ra trí tuệ và tiếp nhận thành tựu văn minh của nhân loại. Muốn đổi mới căn bản và toàn diện thành công giáo dục đào tạo trong thập niên tới cần tập trung thực hiện các giải pháp về: Đổi mới quản lý nhà nước về giáo dục phù hợp với cơ chế thị trường định hướng xã hội chủ nghĩa; hoàn thiện hệ thống giáo dục quốc dân theo hướng mở, hiện đại và liên thông.[9]

- Ngành Giáo dục nước ta trong thập niên tới cần tranh thủ sử dụng được nguồn lực tổng hợp của toàn xã hội để phát triển theo hướng chuẩn hóa, hiện đại hóa, xã hội hóa, dân chủ hóa và hội nhập quốc tế. Đây là thách thức lớn, nhưng cũng là cơ hội vàng, là bước ngoặt để giáo dục Việt Nam phát triển sớm đuổi kịp được các nền giáo dục tiên tiến, hiện đại trên thế giới.[10]

## Tặng thưởng
- Huy hiệu 40 năm tuổi Đảng
- Huy chương Kháng chiến chống Mỹ hạng Nhì
- Huy chương Vì sự nghiệp bảo vệ Đảng
- Huy chương Vì sự nghiệp Giáo dục
- Huy chương Vì sự nghiệp ngành Tuyên giáo
- Huy chương Vì sự nghiệp ngành Xây dựng
- Danh hiệu Chiến sĩ thi đua
- Nhiều Bằng khen khác